# Меджибожский замок
Меджи́божский за́мок (укр. Меджибізький замок) — замок-крепость, расположен в поселке Меджибож, в верховьях реки Южный Буг, при впадении в неё реки Бужок, в 30 километрах восточнее города Хмельницкого и в 4 километрах севернее автодороги М-12.

## Описание замка

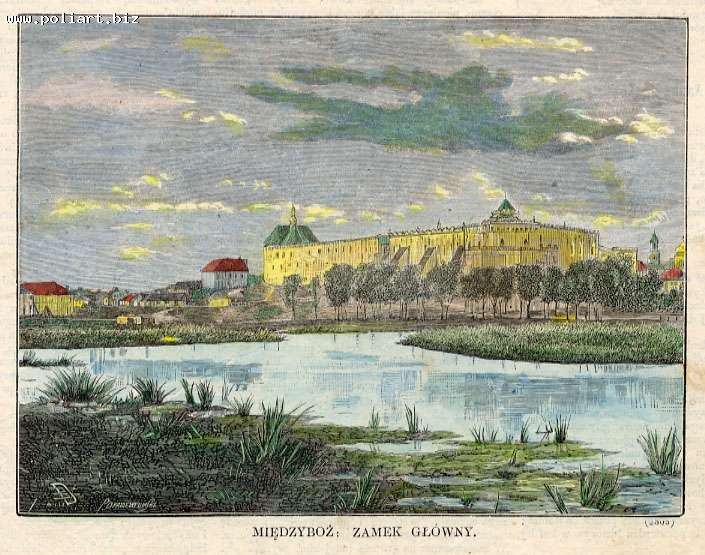
Меджибожский замок, 1871

Для строительства замка выбран треугольный мыс между реками Южный Буг и Бужок. Замок прекрасно вписан в окружающую среду. В целях обороны с напольной стороны (ныне — со стороны города) был вырыт глубокий ров. Замок имеет свободную планировку, продиктованную конфигурацией участка, а четыре его башни (разных эпох, различного назначения, устройства и степени сохранности) расположены в соответствии с потребностями обороны.
В плане замок является неправильным треугольником с мощными стенами и угловыми башнями, которые значительно выступают за линию стен. Двор замка имеет длину 130 м, а наибольшую ширину — 85 м, толщина стен — до 4 м, высота в высочайших местах — до 17 м. По внутреннему периметру построены жилые корпуса, служебные помещения, посреди двора возведена замковая церковь.

## История[2]
Несмотря на то, что первое упоминание о граде Межибоже в Ипатьевской летописи датируется 1146 годом, археологические исследования, которые продолжаются на территории замка уже более 45 лет, доказывают, что поселение, вероятнее всего укрепленное, существовало здесь в конце XI века. Это подтверждается находкой древнерусской свинцовой печати киевской митрополии 1090-х годов. К этому периоду, по всей видимости, относится и возведение его деревянно-земляных укреплений.
В 1250-х годах Даниил Галицкий совершил несколько походов против болоховских князей и Бакоты, захватил и разрушил их города, заставил подчиниться своей власти. В частности, из Ипатьевской летописи мы узнаем о том, что в 1257 году войска Даниила Галицкого прошлись карательной экспедицией по градам Болоховской земли, в том числе был уничтожен Межибоже. На большинстве городищ жизнь больше не восстановилась. Подобная судьба постигла и град Межибоже, о чем свидетельствуют материалы археологических исследований: во время археологических раскопок в 2000—2002 годах на территории замка (в том месте, где располагался древнерусский детинец) были обнаружены сгоревшие конструкции оборонных клетей, ров и скелеты людей, погибших в это время. После этого над Меджибожем снова устанавливается юрисдикция Галицко-Волынского княжества и в последующие почти сто лет он разделяет судьбу последнего.
Достоверной информации, возродилась ли жизнь в Меджибоже в этот период, нет. Имеющиеся археологические источники свидетельствуют, что укрепления городища не восстанавливались.

Вид на замок
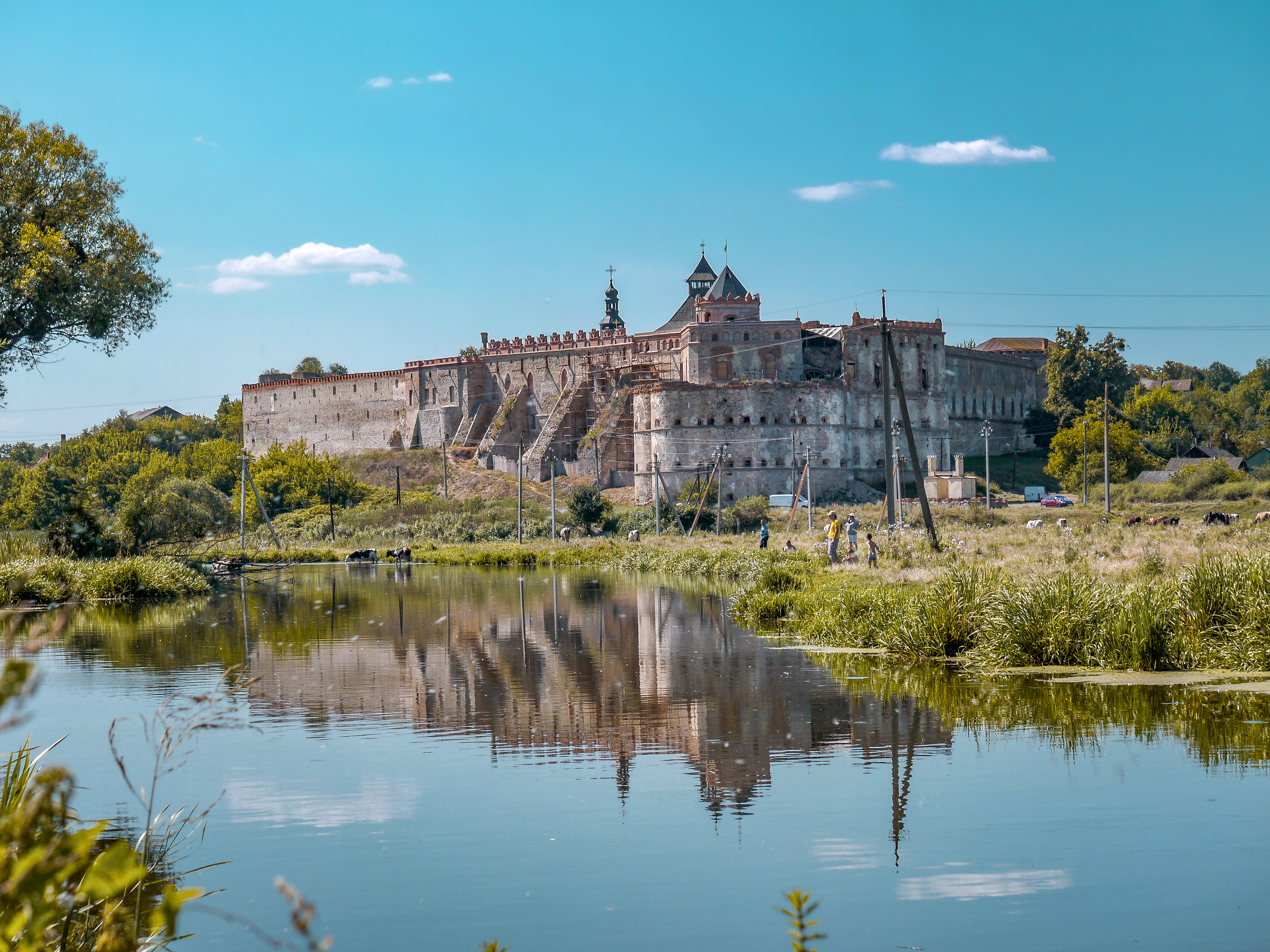
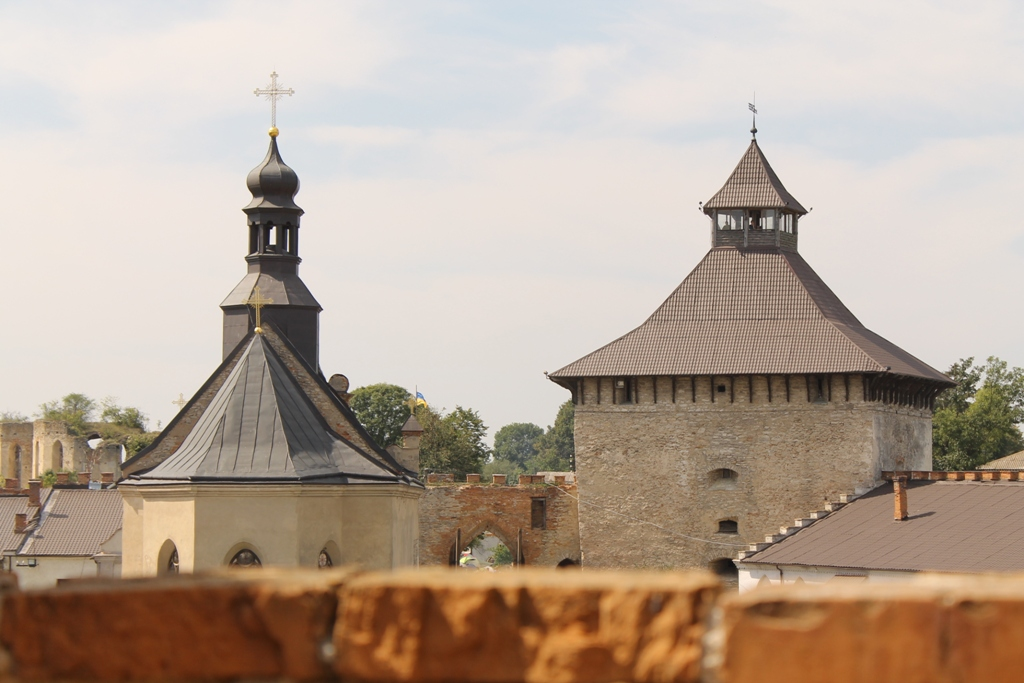
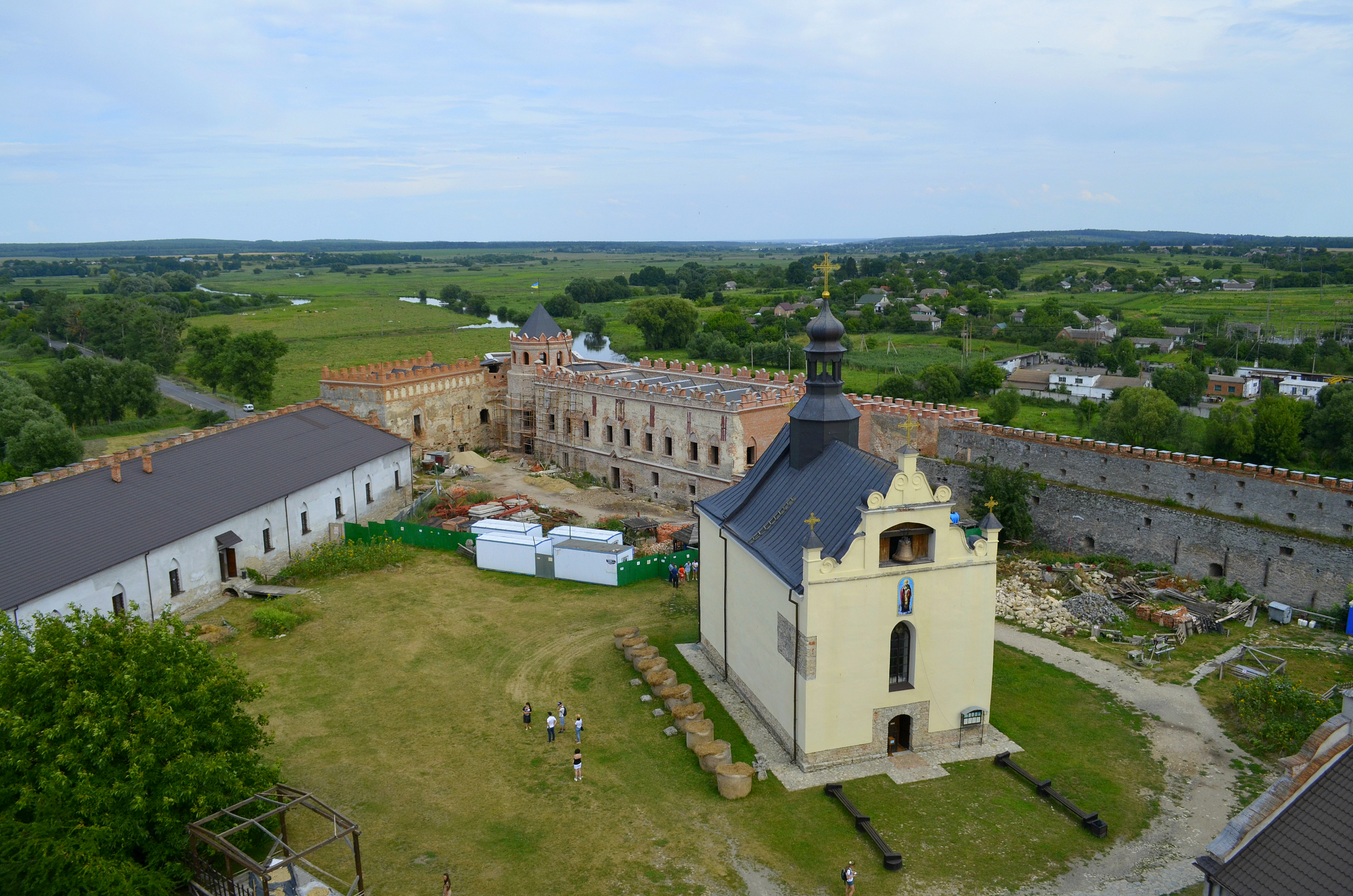
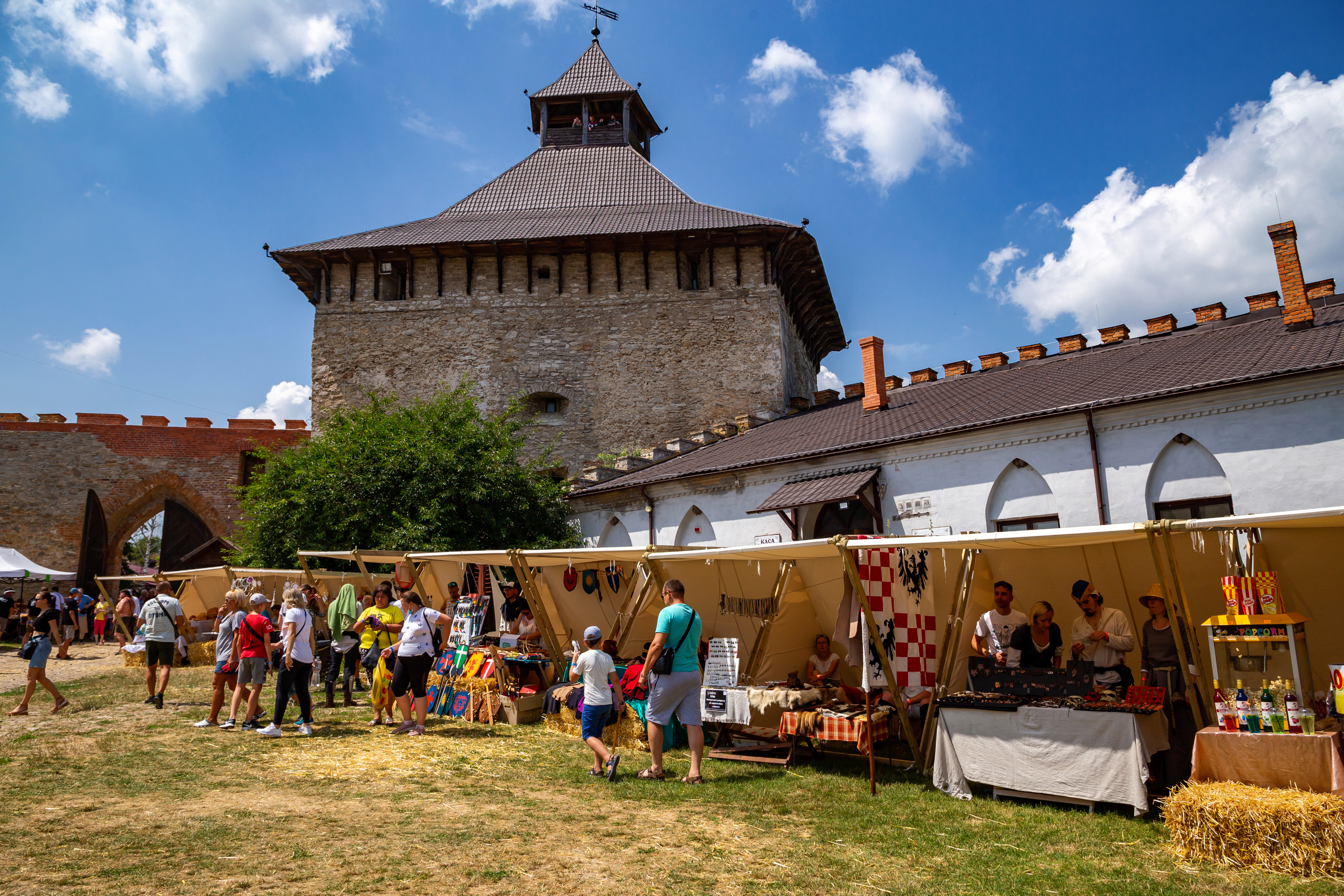
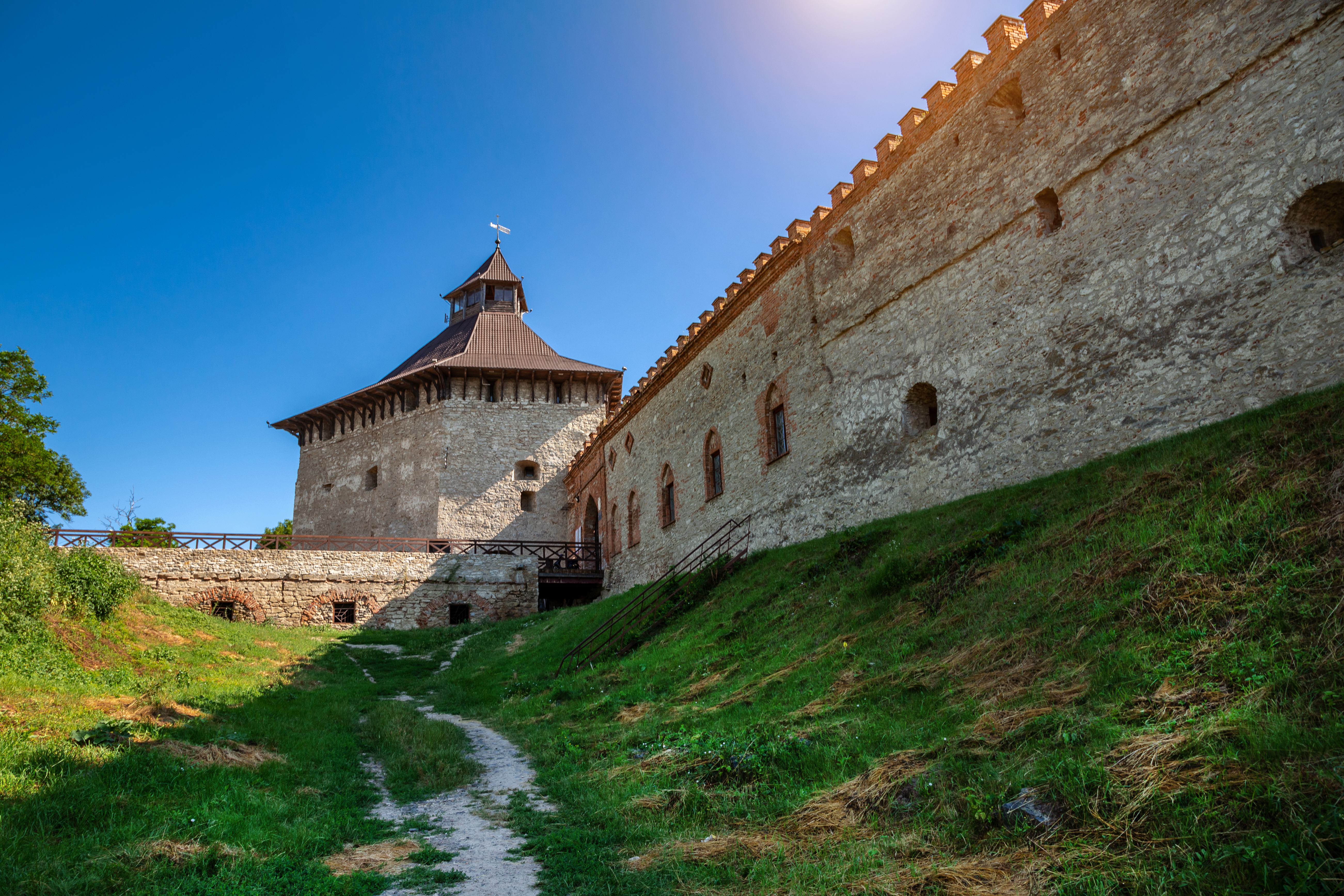

После того, как Великое княжество Литовское в 1362 году отвоевало Подолье у татар, на месте прежних укреплений был сооружён укреплённый замок. В 1540 году гетман Николай Сенявский реконструировал замок. Была создана новая система укреплений, которая и дошла до наших времён.
Каменный замок вошел в состав земель польской короны во времена Казимира Великого. Позже владели им польские старосты (военачальники, которые стерегли границы от набегов крымских татар). Они осуществляли набеги на подольскую пограничную зону до времен, когда в 1507 году татарские отряды уничтожил кастелян львовский Ян Каменецкий. После этого события наступили времена расцвета Меджибожа. Начиная с 1648 года, несколько лет замок находился в руках казаков Богдана Хмельницкого, сам Хмельницкий неоднократно бывал в замке.
В истории крепости отмечен также эпизод, связанный с князем Дьёрдем II Ракоци, который укрывался в нем после поражения в 1656 году от гетмана Стефана Чернецкого. Другой эпизод касается казацкого гетмана Петра Дорошенко. В 1666 году он сделал предложение османскому султану Мехмеду IV под его протекторатом создать независимую от России Украину. Тогда полякам удалось отстоять Меджибож от турецко-татарско-казацкой осады.

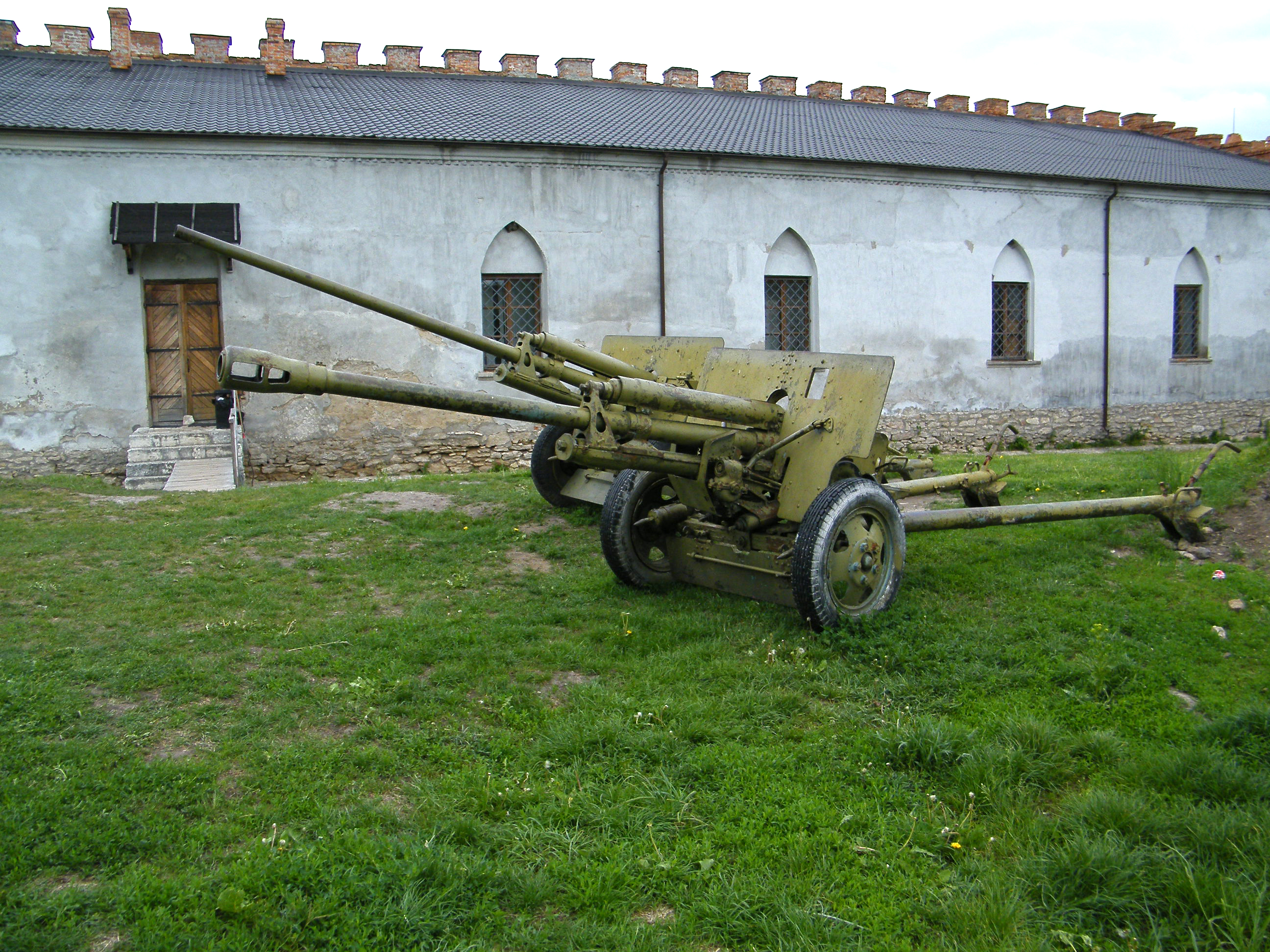
Артиллерийские экспонаты
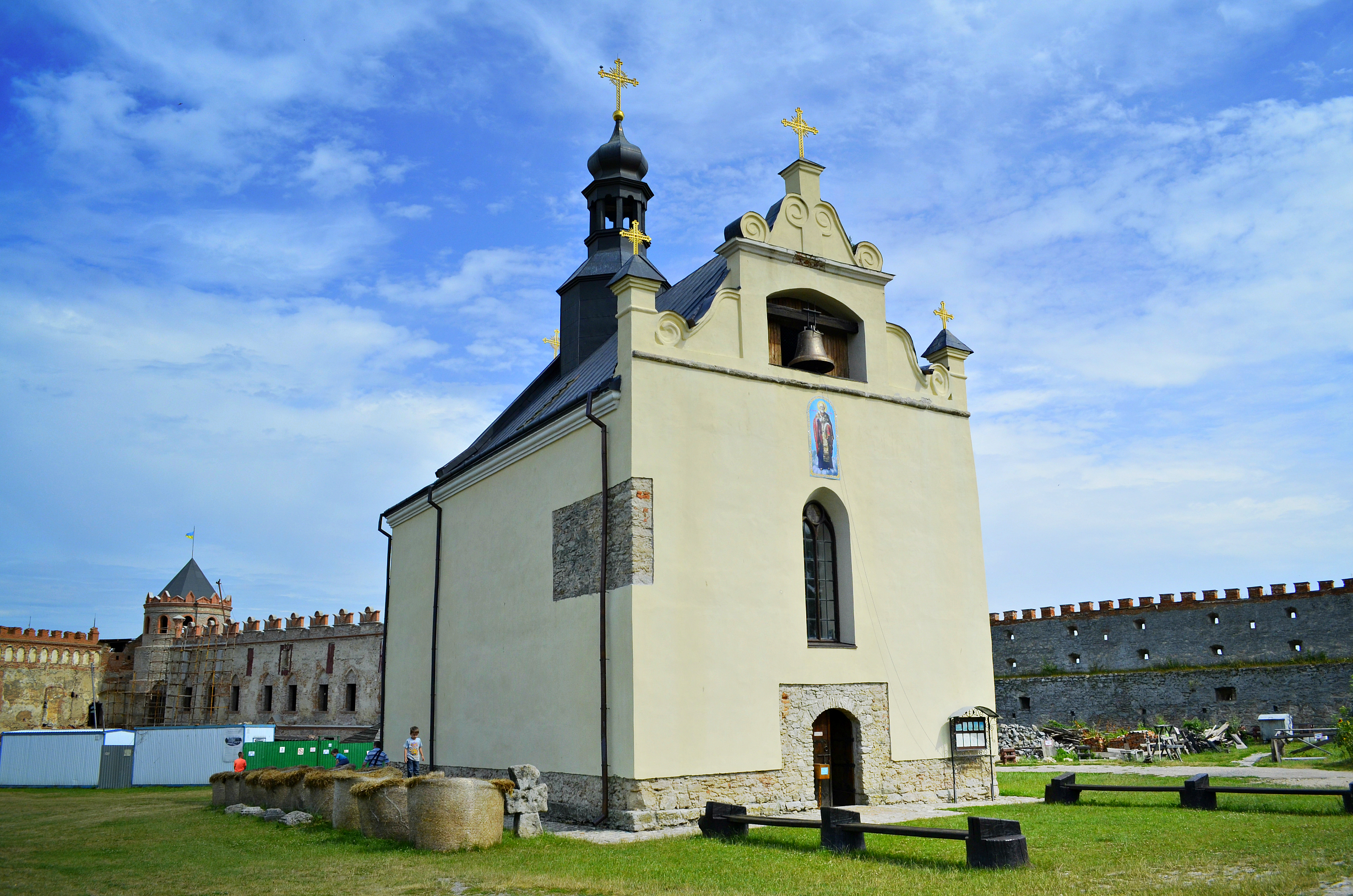
Церковь Николая Чудотворца XVI ст.
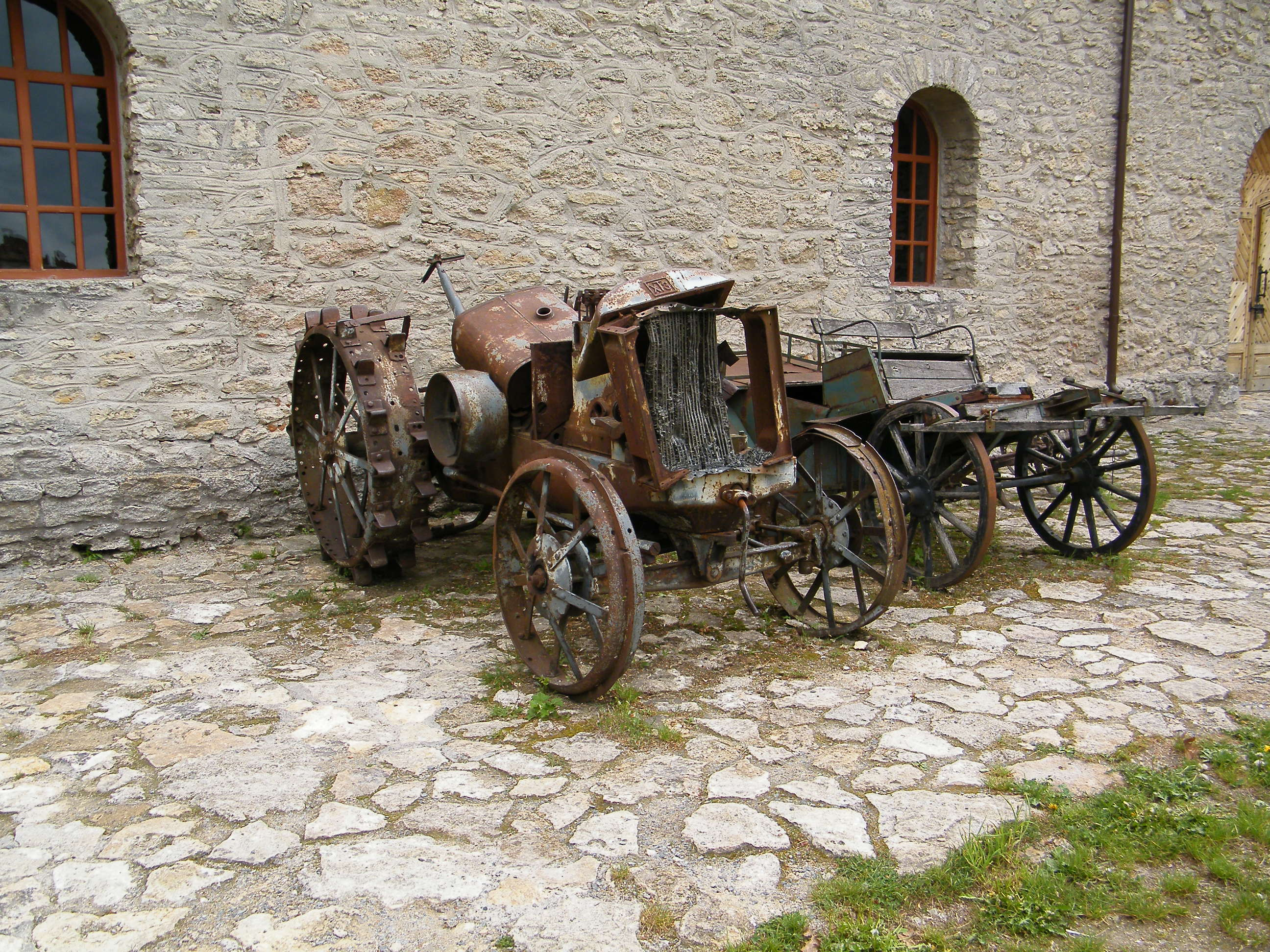
Музейные экспонаты
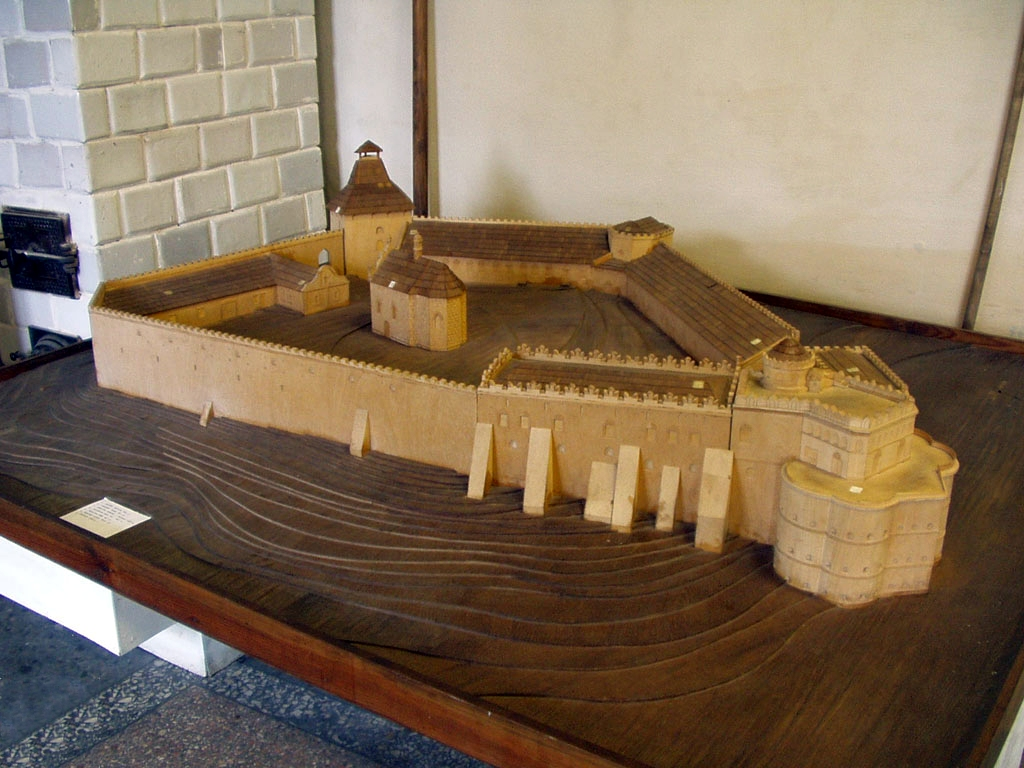
Макет замка из местного музея

Но по Бучачскому мирному договору, заключённому в октябре 1672 года, Речь Посполитая должна была на 29 лет отдать Османской империи Каменец-Подольский и часть земель на левом берегу Днестра, ещё раньше, летом 1672 года, татарская орда хана Менгли II Гирея вместе с казаками Дорошенко заняла Меджибож.
Венская победа Яна III Собеского переменила ситуацию на польских границах. Род Сенявских вернул себе замок и Меджибожскую волость в 1699 году.
В 1731 году единственная оставшаяся наследница рода Сенявских Мария София стала женой князя Августа Александра Чарторыйского, после чего замок стал владением Чарторыйских.
Последним владельцем Меджибожского замка был Адам Ежи Чарторыйский. В связи с его участием в польском восстании 1830 года замок был конфискован российскими властями. Меджибожское имение в 1837 году было превращено в военное поселение и передано в ведение Департамента военных поселений.
Статус памятника архитектуры Меджибожский замок получил в 1963 году. 30 марта 1971 года в помещениях замка был открыт отдел истории Хмельницкого областного краеведческого музея, с 1997 года преобразованный в Меджибожский региональный историко-этнографический музей-крепость. В 2001 году Меджибожский замок получил статус Государственного историко-культурного заповедника.
С 2015 года в замке проводятся реставрационные работы.
С 2020 года Меджибожский замок является ассоциированным членом Европейского культурного маршрута памятников фортификации FORTE CULTURA e.V. В апреле 2022 года на ежегодной международной конференции в городе Терезин Меджибожскому замку предоставлен статус полного членства в Европейском культурном маршруте FORTE CULTURA.

## Галерея

### Фотографии

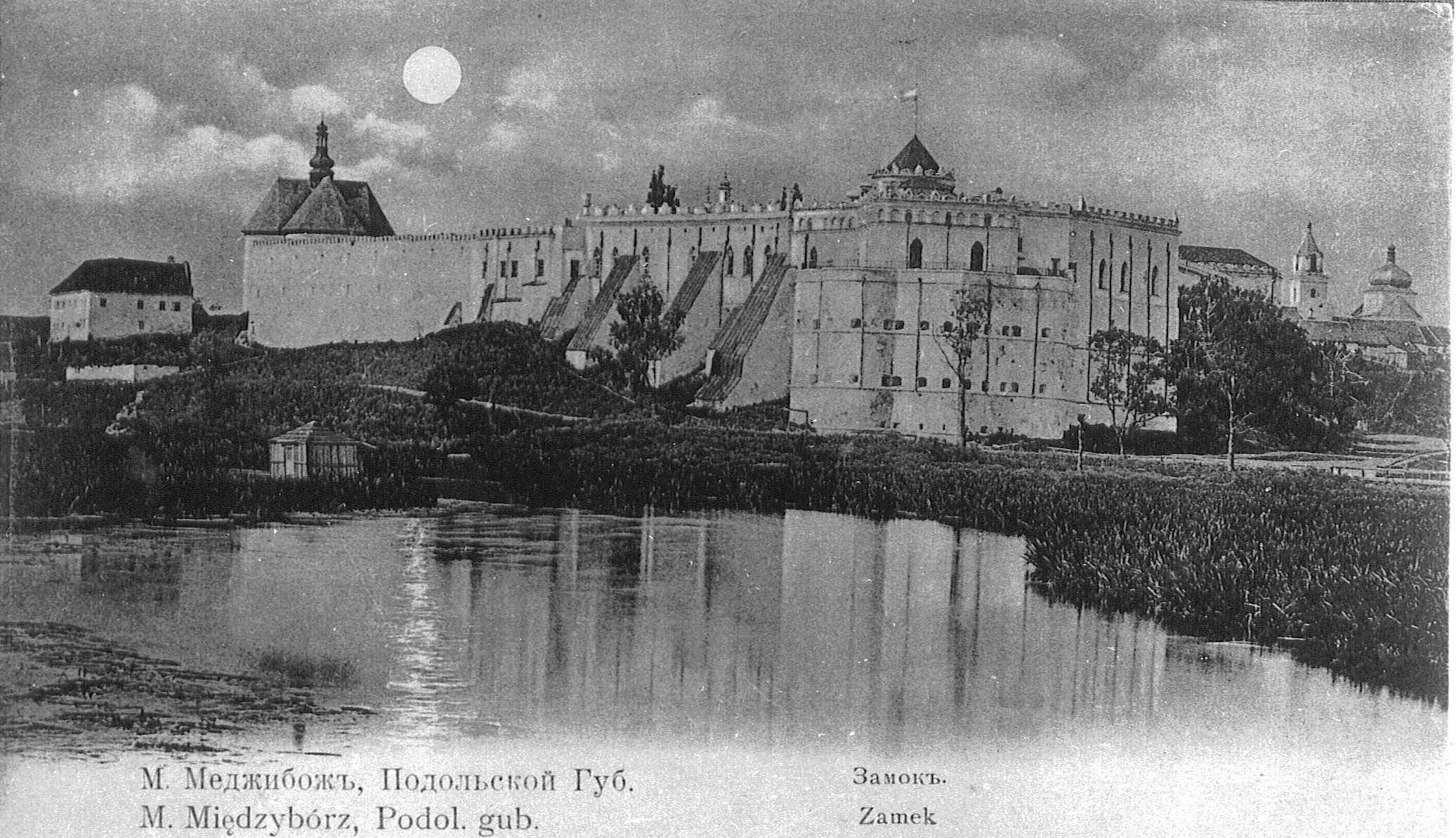
Меджибож на открытке 1900
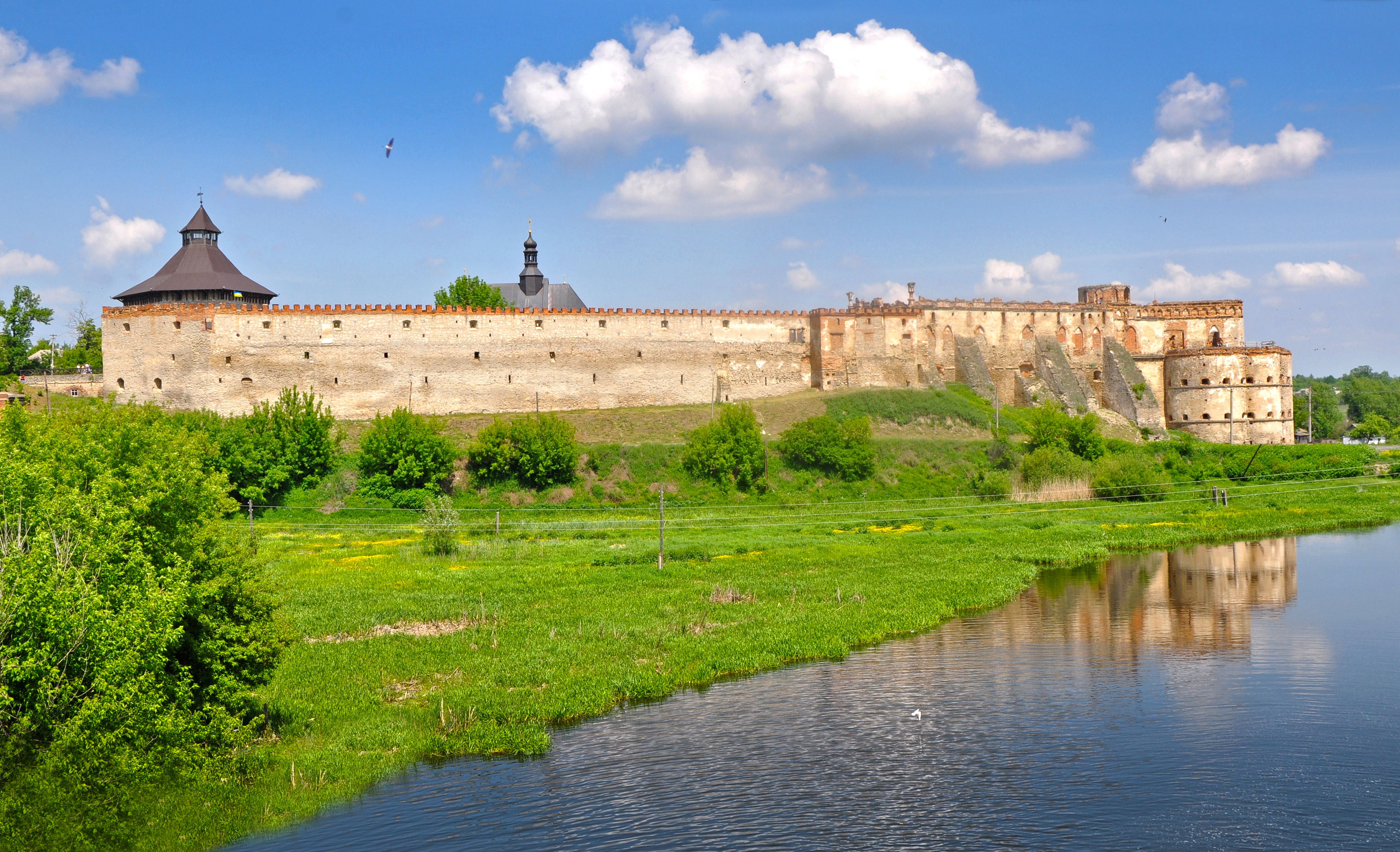
Стена
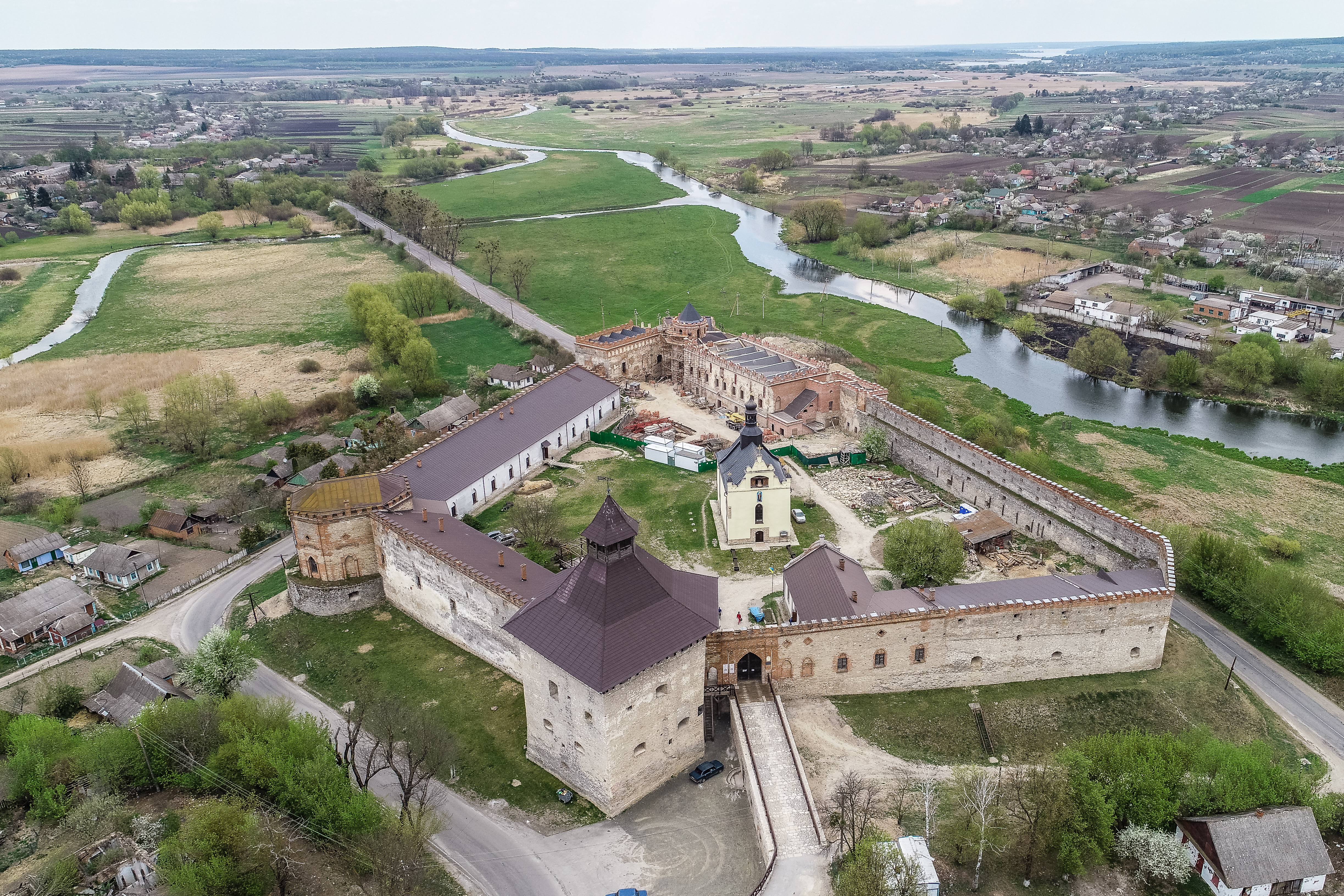
Общий вид
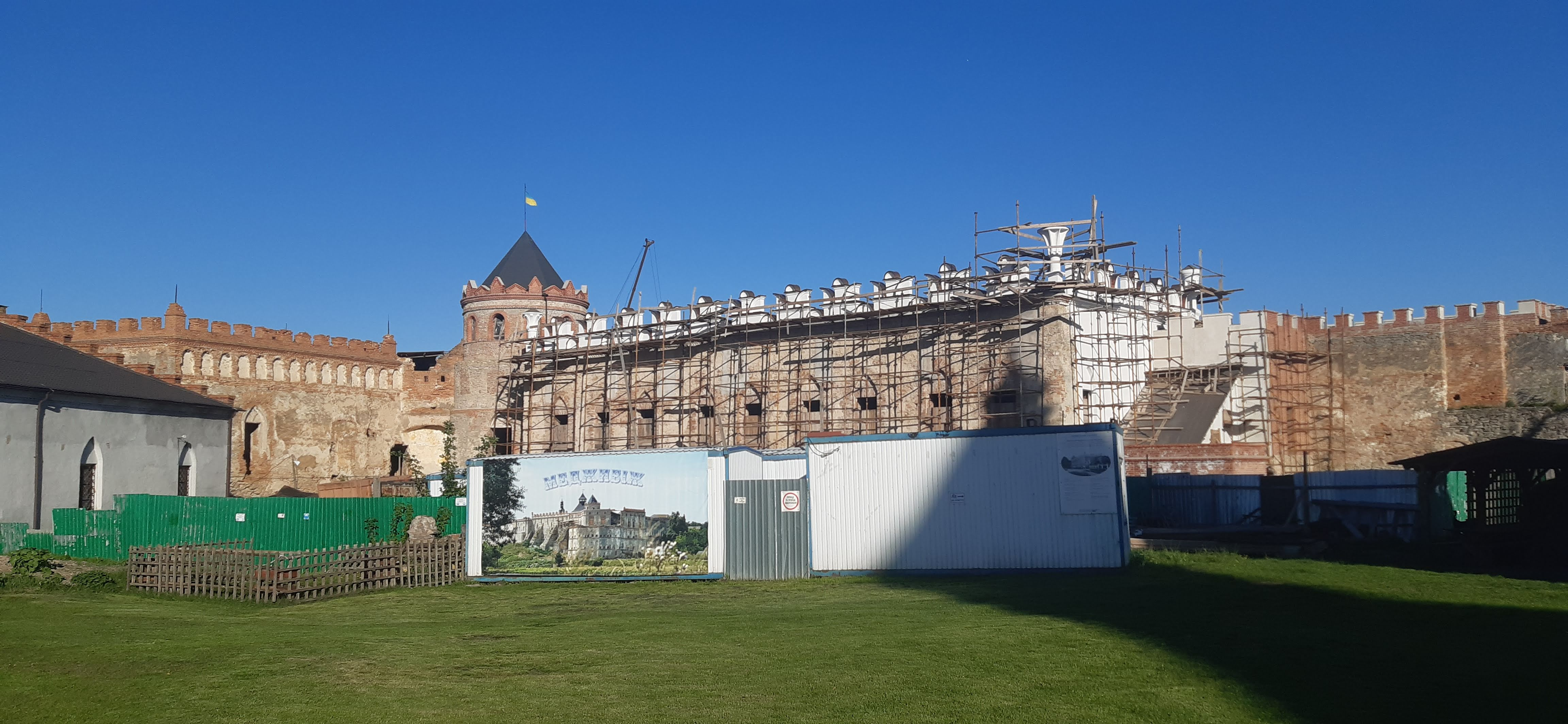
Дворец Меджибожского замка. Реставрация, состояние на май 2022 г.

## В филателии и нумизматике
- В 2017 году национальным почтовым оператором «Укрпочта» выпущена почтовая марка «Меджибожский замок» номиналом 5,00 гривен. Марка, выпущенная в рамках программы Europa, представляла Украину в ежегодном рейтинге почтовых марок, который проводит объединение государственных почтовых операторов Европы PostEurop.
- 27 ноября 2018 года Национальный банк Украины выпустил в обращение памятные монеты «Меджибожская крепость»[укр.] номиналами 5 гривен (из нейзильбера) и 10 гривен (из серебра).
- В 2021 году национальным почтовым оператором «Укрпочта» выпущен маркированный конверт к 875-летию первого письменного упоминания о граде Межибоже, на котором изображён Меджибожский замок.